# Rychnowy (województwo warmińsko-mazurskie)
Rychnowy – wieś w Polsce położona w województwie warmińsko-mazurskim, w powiecie elbląskim, w gminie Milejewo na Wysoczyźnie Elbląskiej. W kierunku wschodnim od miejscowości znajduje się rezerwat Pióropusznikowy Jar.
Wieś królewska położona była w II połowie XVI wieku w województwie malborskim. W latach 1975–1998 miejscowość administracyjnie należała do województwa elbląskiego. Wieś znajduje się w historycznym regionie Warmia.